# Phaonia villana
Phaonia villana är en tvåvingeart som beskrevs av Jean-Baptiste Robineau-Desvoidy 1830. Phaonia villana ingår i släktet Phaonia och familjen husflugor. Arten är reproducerande i Sverige. Inga underarter finns listade i Catalogue of Life.